# Stadtbibliothek Thun

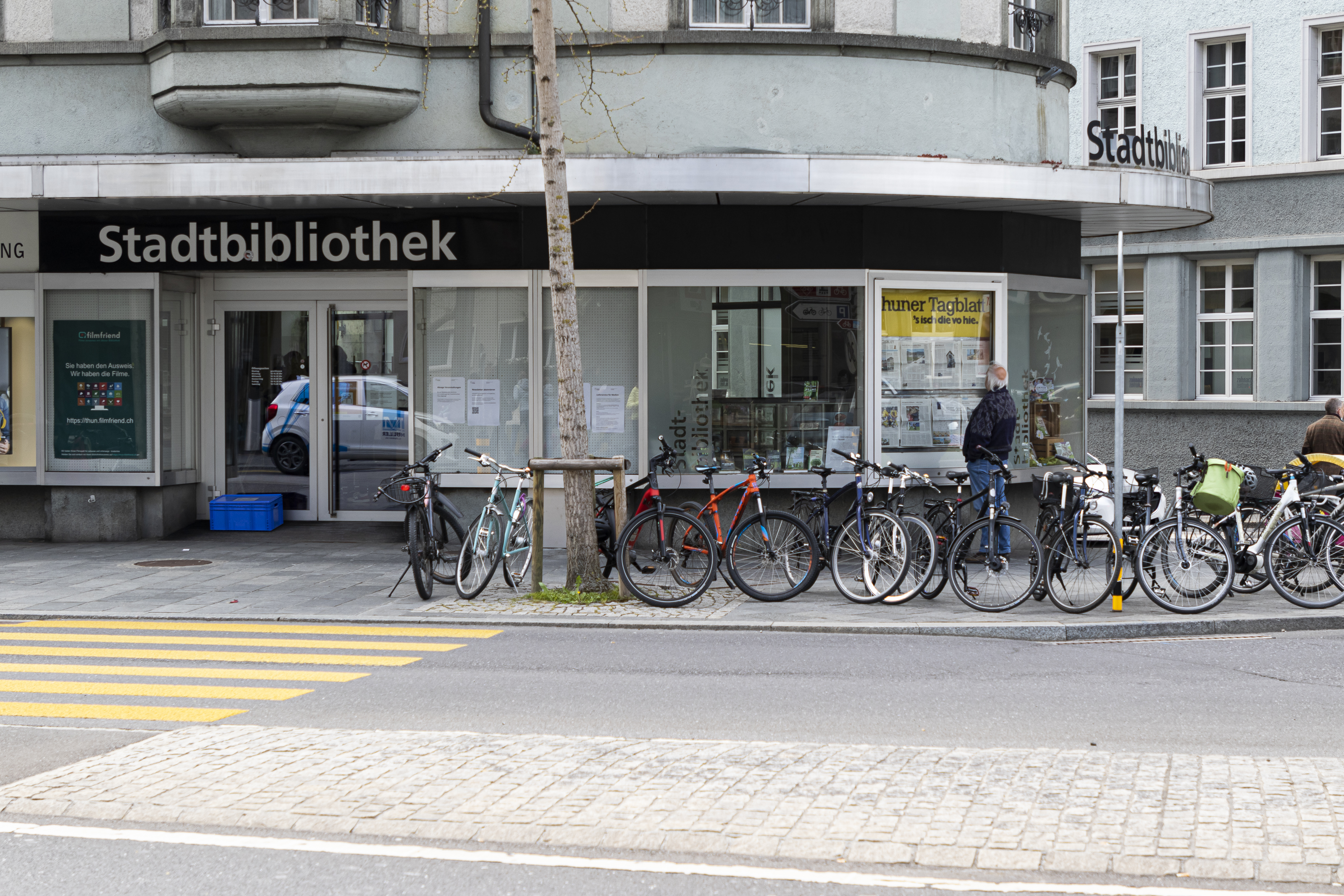
Eingang der Stadtbibliothek Thun an der Bahnhofstrasse

Die Stadtbibliothek Thun ist eine öffentliche Bibliothek im Kanton Bern (Schweiz). Sie wurde im Jahr 1785 gegründet und befindet sich heute an der Bahnhofstrasse 6, 3600 Thun.

## Geschichte
Die Stadtbibliothek Thun geht auf das Jahr 1780 zurück, als die Altratsherrn Heinrich Koch und Ratsherrn Jacob Rubin empfahlen, im Rathaus eine Bibliothek einzurichten. Dieser Vorschlag wurde umgesetzt und so entstand ein erster Bestand von 1.750 Büchern. Fünf Jahre später wurde auf private Initiative von angesehenen Bürgern die Stadtbibliothek Thun gegründet, sie ist somit die älteste öffentliche Kultureinrichtung der Stadt Thun.
Schon bei ihrer Gründung gab es Zweifel und Diskussionen über den Nutzen und die Bedeutung einer Zentralbibliothek. Auch spätere Forderungen nach einer Erweiterung stießen zunächst auf Widerstand. Zwischen 1800 und 1820 verdoppelte sich jedoch die Einwohnerzahl Thuns, und es entstanden mehrere spezialisierte Vereinsbibliotheken – ein deutliches Zeichen für das wachsende Bildungsbedürfnis der Bevölkerung. Zudem plante die Stadt die Gründung eines Gymnasiums mit Handelsschule, für das eine Bibliothek unerlässlich war. Die Stadt Biel hatte zur gleichen Zeit mit der Gründung einer wissenschaftlichen Bibliothek auf ähnliche Bedürfnisse reagiert – ein weiteres Argument für den Ausbau der Thuner Stadtbibliothek. Da die Platzverhältnisse im Rathaussaal zunehmend untragbar wurden, konnten sich die Behörden den Argumenten für eine Verbesserung nicht länger verschließen. Nach sorgfältiger Prüfung wurde entschieden, die Bibliothek im Rahmen des geplanten Schulhausbaus neu unterzubringen.
Die Wahl fiel auf das Platzschulhaus, wo die Bibliothek in der Aula untergebracht wurde. Dort blieb sie 107 Jahre lang. In dieser Zeit wuchs der Bestand von etwa 3.000 auf rund 22.000 Titel an. Aufgrund der beengten Platzverhältnisse waren jedoch viele Bestände nicht zugänglich und litten unter schlechten Lagerungsbedingungen. Während des Zweiten Weltkriegs verschärfte sich die Raumnot zusätzlich, weil das Militär verschiedene Schulräume beanspruchte. 
1943 zog die Stadtbibliothek in den Thunerhof um. Das ehemalige Hotelgebäude bot deutlich mehr Raum als die bisherigen Standorte. Dadurch konnten die Bestände besser zugänglich gemacht und erweitert werden. Zudem stand den Besucherinnen und Besuchern nun ein Aufenthalts- und Leseraum zur Verfügung. Bis 1948 verwaltete die Bibliothek auch die städtische Kunstsammlung. In dieser Zeit erlebte sie ihre bedeutendste Entwicklung seit der Gründung. Ein Zeitungsartikel aus dem Jahr 1967 hielt fest: „Allen zeitweiligen Widerwärtigkeiten zum Trotz hat sie sich zu einem ansehnlichen Bildungsinstitut entwickelt.“
1996 bezog die Stadtbibliothek ihren heutigen Standort an der Bahnhofstraße. Heute versteht sie sich als modernes Medien- und Informationszentrum und trägt maßgeblich zur kulturellen Vielfalt der Stadt Thun bei. Seit 1996 hat sie den Status einer Regionalbibliothek. Finanziert wird sie durch die Trägerschaft – die Stadt Thun –, den Gemeindeverband Kulturförderung sowie den Kanton Bern.

## Bestand
Heute verfügt die Stadtbibliothek Thun über einen umfangreichen Medienbestand von rund 45.000 physischen Medien sowie über den Zugang zu verschiedenen digitalen Plattformen. Zudem verwaltet sie im historischen Thunensia-Bestand das Schrifttum über Thun und die umliegende Region.

## Dienstleistungen
Die Stadtbibliothek bietet eine Vielzahl an Dienstleistungen rund um ihren Medienbestand an – darunter die Ausleihe von Medien, persönliche Beratung sowie Unterstützung bei Recherchen. Darüber hinaus verfügt sie über ein vielfältiges Veranstaltungsprogramm für alle Altersgruppen, kostenlosen Internetzugang und eine Kaffeeecke mit verschiedenen Tageszeitungen und Zeitschriften. 